# Stenfärgat ordensfly
Stenfärgat ordensfly, Catocala electa är en fjärilsart som beskrevs av Karl Friedrich Vieweg, 1790. Stenfärgat ordensfly ingår i släktet Catocala och familjen Näbbflyn, Erebidae. Arten förekommer tillfälligt i både Sverige och Finland, men har inte konstaterats reproducera sig. Tre underarter finns listade i Catalogue of Life, Catocala electa subtristis Schultz, 1909, Catocala electa tschiliensis Bang-Haas, 1927 och Catocala electa zalmunna Butler, 1877.

## Bildgalleri

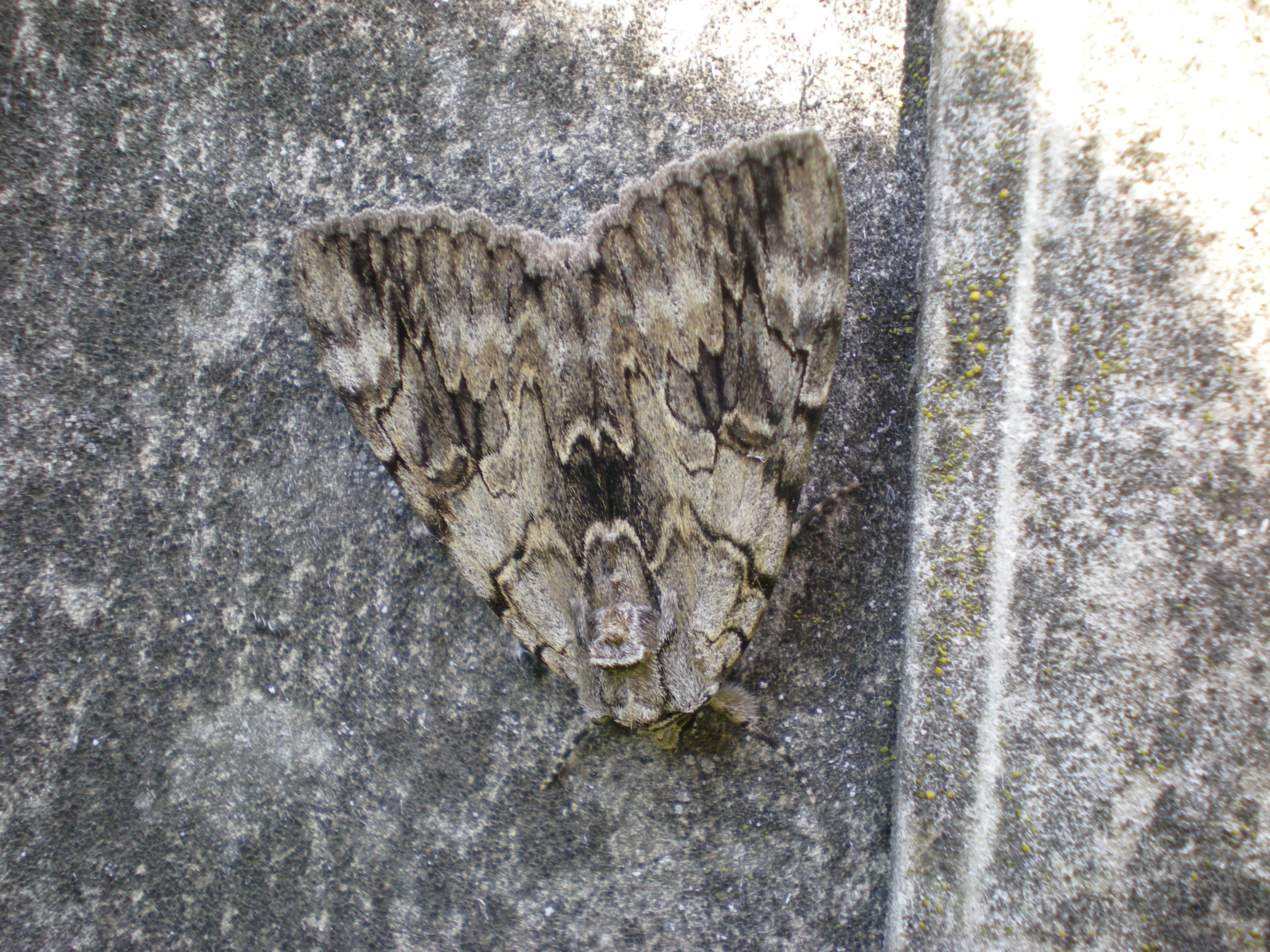
Imago fjäril med hopfällda vingar.
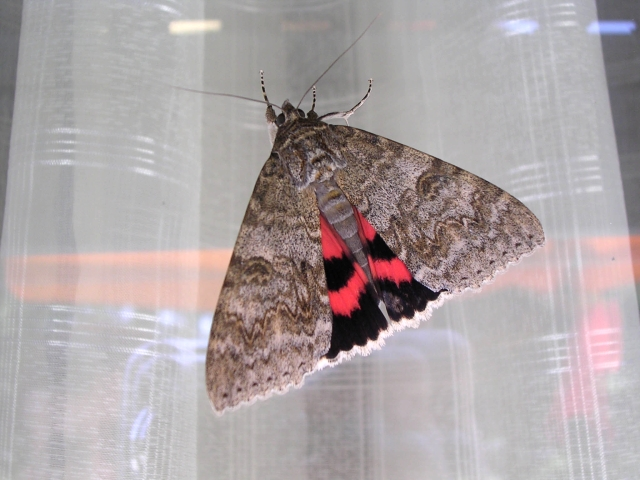
Imago fjäril där man ser lite av bakvingarna.
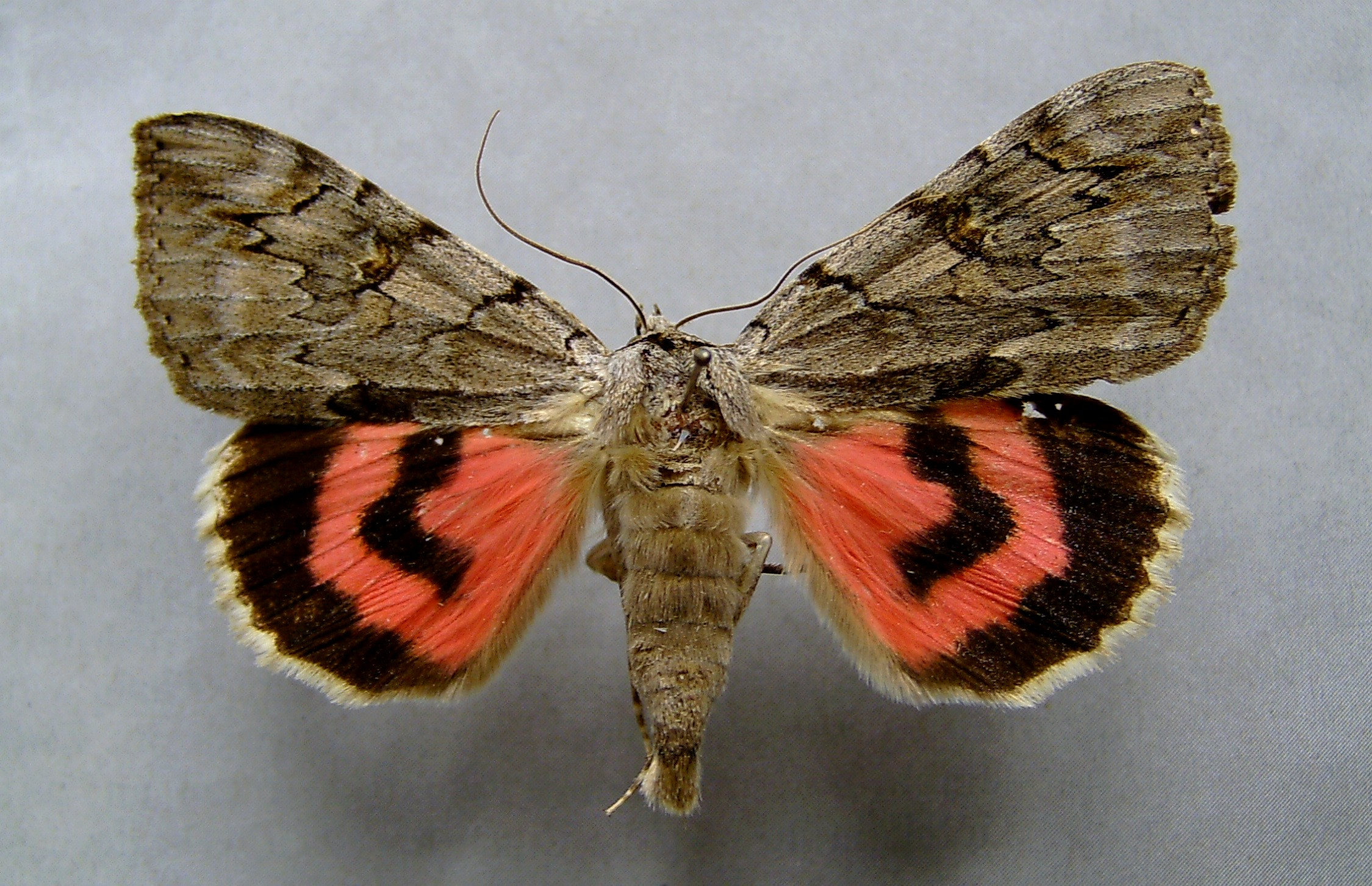
Preparerad (uppnålad) imago fjäril.